# Irvingtonià
L'Irvingtonià és un estatge faunístic nord-americà de l'escala d'edats nord-americanes de mamífers terrestres (NALMA) que es considera que començà fa 1,9 milions d'anys i s'acabà fa 250.000 anys. Fou anomenat en referència a una associació fòssil del districte d'Irvington, a Fremont (Califòrnia), i se sol considerar que s'encavalca amb el Plistocè inferior i el Plistocè mitjà. És precedit pel Blancà i seguit pel Ranxolabreà.
L'Irvingtonià es pot subdividir en subestatges: 
- Irvingtonià I (aproximadament 1,9–0,85 Ma)
- Irvingtonià II (aproximadament 0,85–0,4 Ma)
- Irvingtonià III (aproximadament 0,4–0,25 Ma)[1]

L'inici de l'Irvingtonià és definit com a la primera aparició de Mammuthus al sud de la latitud 55° N a Nord-amèrica, mentre que el principi del següent estatge, el Ranxolabreà, és definit com a la primera aparició de Bison.
A Sud-amèrica, coincideix amb els estatges Uquià (parcialment), Ensenadà i Lujanià de l'escala d'edats sud-americanes de mamífers terrestres.